# Tjerkissjön
Tjerkissjön är en sjö i Jokkmokks kommun i Lappland och ingår i Luleälvens huvudavrinningsområde. Tjerkissjön ligger i Görjeån Natura 2000-område.